# さいたま市立城北中学校
さいたま市立城北中学校（さいたましりつ じょうほくちゅうがっこう）は、埼玉県さいたま市岩槻区にある公立中学校。

## 沿革
- 1971年（昭和46年）4月1日 - 岩槻市立岩槻中学校から分離して開校。
- 1972年（昭和47年）7月1日 - 岩槻市立河合中学校を統合。
- 2005年（平成17年）4月1日 - さいたま市へ編入に伴い、校名をさいたま市立城北中学校に改称。

## 部活動[1]

### 運動部
- 野球部
- サッカー部
- ソフトボール部
- 男子ソフトテニス部
- 女子ソフトテニス部
- バレーボール部
- 陸上競技部
- 男子卓球部
- 女子卓球部
- 剣道部
- 男子バスケットボール部
- 女子バスケットボール部

### 文化部
- 吹奏楽部
- 邦楽部
- 美術部
- 科学部
- ハンドメイド部

## 委員会[2]

### 委員会活動
- 学級委員会
- 体育委員会
- 生活安全委員会
- 環境美化委員会
- 保健委員会
- 給食委員会
- 図書委員会
- 放送委員会

## 交通アクセス
- 東武野田線岩槻駅からタクシーで10分。